# رون بيشوب
رون بيشوب (بالإنجليزية: Ron Bishop)‏ هو متسابق دراجات نارية أمريكي، ولد في 12 مارس 1943، وتوفي في 20 سبتمبر 2014 في إسكونديدو في الولايات المتحدة.